# Xã Spring Lake, Quận Scott, Minnesota
Xã Spring Lake (tiếng Anh: Spring Lake Township) là một xã thuộc quận Scott, tiểu bang Minnesota, Hoa Kỳ. Năm 2010, dân số của xã này là 3.631 người.